# Мирон II
Мирон II (д/н-597 р. до н. е.)- тиран міста Сікіон з 603 до 597 року до н. е. Походив з династії Орфагоридів. Правив після свого батька Аристоніма.

## Життєпис
Був сином Аристоніма. Почав володарювати з 603 року до н. е. Став більш жорстко ставитися до мешканців міста. До того ж посварився з братами — Ісодамом та Клісфеном. Останній, маючи на меті самому захопити владу, підговорив Ісодам вбити Мирона. Для цього знайшлася гарна причина — Мирон став коханцем дружини Ісодама.
Не відомо за яких обставин і як, але Ісодам при таємній підтримці Клісфена організував заколот, в результаті якого Мирона II було вбито.